# ロイ・キヨオカ
ロイ・ケンジー・キヨオカ（Roy Kenzie Kiyooka、1926年1月18日 - 1994年1月8日）は、カナダの写真家、詩人、芸術家。日系カナダ人二世。祖父は無双直伝英信流居合術第17代宗家・大江正路子敬。

## 来歴
サスカチュワン州ムースジョーで生まれる。アルバータ州カルガリーで育ち、Southern Alberta Institute of Technology and Artに通う。
1965年のサンパウロ国際ビエンナーレで銀賞を受賞。大阪万博ではカナダ館の彫刻を手がけた。1978年に日系文化人としてはじめてカナダ勲章を授与された。
キヨオカの本、Pear Tree Pomesは1987年にw:Governor General's Awardにノミネートした。
母親は土佐国の士族・大江正路子敬の長女であり、彼女の生涯を『カナダに渡った侍の娘―ある日系一世の回想』として出版。